# Algirdas Julius Greimas
Algirdas Julius Greimas (Tula, Rússia, 9 de març de 1917 - París, 27 de febrer de 1992) va ser un lingüista i investigador francès d'origen lituà, nascut a la Rússia revolucionària, que va realitzar importants aportacions a la teoria de la semiòtica, fundant una semiòtica estructural inspirada en Ferdinand de Saussure i Louis Hjelmslev. Va promoure el «Grup de Recerca Semiolingüística» (EHESS / CNRS) i l'Escola Semiòtica de París. També destaquen els seus treballs sobre mitologia lituana.
Va estudiar lleis a Lituània i lingüística a Grenoble, França (1936-1939). En acabar els seus estudis torna a Lituània per realitzar el seu servei militar. El 1944 torna a França, on el 1949 la Sorbona li atorga el grau de doctor.
Va donar conferències en diverses universitats, com les d'Ankara, Istanbul, Poitiers i Alexandria. Estant a Alexandria va conèixer Roland Barthes amb qui mantindria una relació propera. Va ser professor a l'Escola d'Estudis de Postgrau de Ciències Socials a París. Des de 1965 encapçala les investigacions en semiòtica i lingüística a París, posant les bases per a l'Escola de Semiòtica de París.
Més tard Greimas va començar a investigar i reconstruir la mitologia lituana basant el seu treball en els mètodes de Georges Dumézil, Claude Lévi-Strauss i Marcel Detienne. Els seus resultats van ser publicats com "De déus i homes" (Apie Dievus ir žmones) (1979) i "A la recerca d'una memòria nacional" (Tautos atminties beieškant) (1990).
Fou també autor d'un Dictionnaire de l'ancien français jusqu'au milieu du XIVe siècle (París, Larousse, 1969), no totalment reeixit.

## Obra
- 1976 • «Préface», en Joseph Courtés, Introduction a la semiotique narrative et Discursive. Methodologie et application, Paris: Hachette, 1976, pp. 5-26.
- 1976 • «Les acquis et les projets. Préface », en Joseph Courtés, Introduction a la sémiotique narrative et Discursive. Méthodologie et application, Paris: Hachette, 1976, pp. 5-25. Conté crítica i valoració del model de Propp, conceptes de: esquema narratiu, programa narratiu, performància i competència del subjecte, estructures actancial.
- 1987 • De l'imperfection, assaigs d'interpretació de literatura.